# Unión Linda Vista, Santiago Amoltepec
Unión Linda Vista är en ort i Mexiko.   Den ligger i kommunen Santiago Amoltepec och delstaten Oaxaca, i den sydöstra delen av landet, 300 km sydost om huvudstaden Mexico City. Unión Linda Vista ligger 837 meter över havet och antalet invånare är 153.
Terrängen runt Unión Linda Vista är bergig åt nordost, men åt sydväst är den kuperad. Runt Unión Linda Vista är det ganska glesbefolkat, med 45 invånare per kvadratkilometer. Närmaste större samhälle är Piedra del Tambor, 4,7 km öster om Unión Linda Vista. I omgivningarna runt Unión Linda Vista växer huvudsakligen savannskog.